# آتراتو
آتراتو (انگلیسی: Atrato) نام شهری در کشور کلمبیا است.